# Funkstation Deutsch-Altenburg
Die Funkstation Deutsch-Altenburg war eine große Sendeanlage für kommerziellen Lang- und Kurzwellenfunk in Bad Deutsch-Altenburg, Radiostraße 1, in Niederösterreich. Sie wurde unter anderem über Initiative des Technikers Emo Descovich (1878–1952) als k.k. Großradiostation zwischen 1915 und 1918 von russischen Kriegsgefangenen erbaut und verwendete in der Anfangszeit eine an einem 150 m hohen Mast aufgehängte Antennenanlage. Da aber der von Telefunken gefertigte Sender bei einem Brand zerstört wurde, verzögerte sich die komplette Inbetriebnahme der Station bis 1919.
1925 erhielt die Station eine neue Antennenanlage mit einem 100 Meter hohen, freistehenden Stahlfachwerkturm. Der Kraftstrom wurde im Wege einer Überlandleitung von der Gemeinde Wien bezogen.
1953 erhielt die Funkstation Deutsch-Altenburg noch eine neue Langwellenantenne, die von drei 100 m hohen, abgespannten Stahlfachwerkmasten getragen wurde. In den 1980er Jahren wurde die Funkstation Deutsch-Altenburg aufgelassen. Die komplette Antennenanlage wurde demontiert. Es sind neben den Gebäuden noch Fundamentreste der einstigen Antennenträger vorhanden.